# NBA-Draft 2023
Das NBA-Draft-Verfahren 2023 fand am 22. Juni 2023 im Barclays Center in Brooklyn, New York statt.
Die Draftlotterie zur Feststellung der Auswahlreihenfolge auf den ersten Plätzen wurde am 17. Mai 2023 durchgeführt. Die San Antonio Spurs, die mit einer Gewinnchance von 14 % in die Lotterie gegangen waren, wurden dort als  Franchise mit dem ersten Auswahlrecht ausgelost. Die Lotterie erbrachte auf den zweiten bis vierten Plätzen folgende Reihenfolge: Charlotte Hornets, Portland Trailblazers und Houston Rockets.
Von vornherein galt der Franzose Victor Wembanyama als Favorit auf den ersten Pick. Scoot Henderson, Brandon Miller und Amen Thompson wurden dahinter als Favoriten für Pick 2 und 3 gehandelt. Beim Draftverfahren wurde Wembanyama vor Miller, Henderson und den beiden Thompson-Zwillingen Amen und Ausar ausgewählt.

## Erste Auswahlrunde
Abkürzungen: PG = Point Guard, SG = Shooting Guard, SF = Small Forward, PF = Power Forward, C = Center; Fr. = Freshman, So. = Sophomore, Jr. = Junior, Sr. = Senior 
| Pick | Spieler                 | Position | Nationalität              | Franchise                                                                            | vorheriges Team / College      |
| ---- | ----------------------- | -------- | ------------------------- | ------------------------------------------------------------------------------------ | ------------------------------ |
| 1    | Victor Wembanyama       | PF/C     | Frankreich                | San Antonio Spurs                                                                    | Metropolitans 92               |
| 2    | Brandon Miller          | SF       | Vereinigte Staaten        | Charlotte Hornets                                                                    | Alabama (Fr.)                  |
| 3    | Scoot Henderson         | PG       | Vereinigte Staaten        | Portland Trailblazers                                                                | G League Ignite (NBA G-League) |
| 4    | Amen Thompson           | PG       | Vereinigte Staaten        | Houston Rockets                                                                      | City Reapers (Overtime Elite)  |
| 5    | Ausar Thompson          | SG/PG    | Vereinigte Staaten        | Detroit Pistons                                                                      | City Reapers (Overtime Elite)  |
| 6    | Anthony Black           | PG       | Vereinigte Staaten        | Orlando Magic                                                                        | Arkansas (Fr.)                 |
| 7    | Bilal Coulibaly         | SF       | Frankreich                | Indiana Pacers (weiter zu Washington Wizards)                                        | Metropolitans 92               |
| 8    | Jarace Walker           | PF       | Vereinigte Staaten        | Washington Wizards (weiter zu Indiana Pacers)                                        | Houston (Fr.)                  |
| 9    | Taylor Hendricks        | PF/C     | Vereinigte Staaten        | Utah Jazz                                                                            | UCF (Fr.)                      |
| 10   | Cason Wallace           | PG       | Vereinigte Staaten        | Dallas Mavericks (weiter zu Oklahoma City Thunder)                                   | Kentucky (Fr.)                 |
| 11   | Jett Howard             | SF       | Vereinigte Staaten        | Orlando Magic (von Chicago Bulls)                                                    | Michigan (Fr.)                 |
| 12   | Dereck Lively II        | C        | Vereinigte Staaten        | Oklahoma City Thunder (weiter zu Dallas Mavericks)                                   | Duke (Fr.)                     |
| 13   | Gradey Dick             | SF/SG    | Vereinigte Staaten        | Toronto Raptors                                                                      | Kansas (So.)                   |
| 14   | Jordan Hawkins          | SG       | Vereinigte Staaten        | New Orleans Pelicans                                                                 | Connecticut (So.)              |
| 15   | Kobe Bufkin             | SG       | Vereinigte Staaten        | Atlanta Hawks                                                                        | Michigan (So.)                 |
| 16   | Keyonte George          | SG       | Vereinigte Staaten        | Utah Jazz (von Minnesota Timberwolves)                                               | Baylor (Fr.)                   |
| 17   | Jalen Hood-Schifino     | SG       | Vereinigte Staaten        | Los Angeles Lakers                                                                   | Indiana (Fr.)                  |
| 18   | Jaime Jaquez Jr.        | SF       | Vereinigte Staaten Mexiko | Miami Heat                                                                           | UCLA (Sr.)                     |
| 19   | Brandin Podziemski      | SG       | Vereinigte Staaten        | Golden State Warriors                                                                | Santa Clara (So.)              |
| 20   | Cam Whitmore            | SF       | Vereinigte Staaten        | Houston Rockets (von Los Angeles Clippers)                                           | Villanova (Fr.)                |
| 21   | Noah Clowney            | PF       | Vereinigte Staaten        | Brooklyn Nets (von Phoenix Suns)                                                     | Arkansas (Fr.)                 |
| 22   | Dariq Whitehead         | SG       | Vereinigte Staaten        | Brooklyn Nets                                                                        | Duke (Fr.)                     |
| 23   | Kris Murray             | PF       | Vereinigte Staaten        | Portland Trailblazers (von New York Knicks)                                          | Iowa (Jr.)                     |
| 24   | Olivier-Maxence Prosper | SF       | Kanada                    | Sacramento Kings (weiter zu Dallas Mavericks)                                        | Marquette (Jr.)                |
| 25   | Marcus Sasser           | PG       | Vereinigte Staaten        | Memphis Grizzlies (weiter zu Detroit Pistons)                                        | Houston (Sr.)                  |
| 26   | Ben Sheppard            | SG       | Vereinigte Staaten        | Indiana Pacers (von Cleveland Cavaliers)                                             | Belmont (Sr.)                  |
| 27   | Nick Smith Jr.          | SG       | Vereinigte Staaten        | Charlotte Hornets (von Denver Nuggets via New York Knicks und Oklahoma City Thunder) | Arkanas (Fr.)                  |
| 28   | Brice Sensabaugh        | SF       | Vereinigte Staaten        | Utah Jazz (von Philadelphia 76ers via Brooklyn Nets)                                 | Ohio State (Fr.)               |
| 29   | Julian Strawther        | SG       | Puerto Rico               | Indiana Pacers (von Boston Celtics weiter zu Denver Nuggets)                         | Gonzaga (Jr.)                  |
| 30   | Kobe Brown              | PF       | Vereinigte Staaten        | Los Angeles Clippers (von Milwaukee Bucks via Houston Rockets)                       | Missouri (Jr.)                 |

## Zweite Auswahlrunde
Abkürzungen: PG = Point Guard, SG = Shooting Guard, SF = Small Forward, PF = Power Forward, C = Center; Fr. = Freshman, So. = Sophomore, Jr. = Junior, Sr. = Senior 
| Pick                                                                              | Spieler              | Position | Nationalität            | Franchise                                                               | vorheriges Team / College              |
| --------------------------------------------------------------------------------- | -------------------- | -------- | ----------------------- | ----------------------------------------------------------------------- | -------------------------------------- |
| 31                                                                                | James Nnaji          | C        | Nigeria                 | Detroit Pistons (weiter zu Charlotte Hornets)                           | FC Barcelona                           |
| 32                                                                                | Jalen Pickett        | SG       | Vereinigte Staaten      | Indiana Pacers (von Houston Rockets weiter zu Denver Nuggets)           | Penn State (Sr.)                       |
| 33                                                                                | Leonard Miller       | SF       | Kanada                  | San Antonio Spurs (weiter zu Minnesota Timberwolves)                    | G League Ignite (NBA G-League)         |
| 34                                                                                | Colby Jones          | SG       | Vereinigte Staaten      | Charlotte Hornets (weiter zu Sacramento Kings)                          | Xavier (Jr.)                           |
| 35                                                                                | Julian Philipps      | SG       | Vereinigte Staaten      | Boston Celtics (von Portland Trailblazers weiter zu Chicago Bulls)      | Tennessee (Fr.)                        |
| 36                                                                                | Andre Jackson Jr.    | SF       | Vereinigte Staaten      | Orlando Magic (weiter zu Milwaukee Bucks)                               | Connecticut (Jr.)                      |
| 37                                                                                | Hunter Tyson         | SF       | Vereinigte Staaten      | Oklahoma City Thunder (von Washington Wizards weiter zu Denver Nuggets) | Clemson (Sr.)                          |
| 38                                                                                | Jordan Walsh         | SF       | Vereinigte Staaten      | Sacramento Kings (von Indiana Pacers weiter zu Boston Celtics)          | Arkansas (Fr.)                         |
| 39                                                                                | Mouhamed Gueye       | PF       | Senegal                 | Charlotte Hornets (von Utah Jazz weiter zu Atlanta Hawks)               | Washington State (So.)                 |
| 40                                                                                | Maxwell Lewis        | SG       | Vereinigte Staaten      | Denver Nuggets (von Dallas Mavericks weiter zu Los Angeles Lakers)      | Pepperdine (So.)                       |
| 41                                                                                | Amari Bailey         | SG       | Vereinigte Staaten      | Charlotte Hornets (von Oklahoma City Thunder)                           | UCLA (Fr.)                             |
| 42                                                                                | Tristan Vukčević     | PF/C     | Serbien                 | Washington Wizards (von Chicago Bulls)                                  | KK Partizan Belgrad                    |
| 43                                                                                | Rayan Rupert         | SG       | Frankreich              | Portland Trailblazers (von Atlanta Hawks)                               | New Zealand Breakers (NBL, Australien) |
| 44                                                                                | Sidy Cissoko         | SG/SF    | Frankreich              | San Antonio Spurs (von Toronto Raptors)                                 | G League Ignite (NBA G-League)         |
| 45                                                                                | G. G. Jackson        | PF       | Vereinigte Staaten      | Memphis Grizzlies (von Minnesota Timberwolves)                          | South Carolina (Fr.)                   |
| 46                                                                                | Seth Lundy           | SG       | Vereinigte Staaten      | Atlanta Hawks (von New Orleans Pelicans)                                | Penn State (Sr.)                       |
| 47                                                                                | Mojave King          | SG       | Neuseeland              | Los Angeles Lakers (weiter zu Indiana Pacers)                           | G League Ignite (NBA G-League)         |
| 48                                                                                | Jordan Miller        | SF       | Vereinigte Staaten      | Los Angeles Clippers                                                    | Miami (Sr.)                            |
| 49                                                                                | Emoni Bates          | SF       | Vereinigte Staaten      | Cleveland Cavaliers (von Golden State Warriors)                         | Eastern Michigan (So.)                 |
| 50                                                                                | Keyontae Johnson     | SF       | Vereinigte Staaten      | Oklahoma City Thunder (von Miami Heat)                                  | Kansas State (Sr.)                     |
| 51                                                                                | Jalen Wilson         | SF       | Vereinigte Staaten      | Brooklyn Nets                                                           | Kansas (Jr.)                           |
| 52                                                                                | Toumani Camara       | SF/PF    | Belgien                 | Phoenix Suns                                                            | Dayton (Sr.)                           |
| 53                                                                                | Jaylen Clark         | SG       | Vereinigte Staaten      | Minnesota Timberwolves (von New York Knicks)                            | UCLA (Jr.)                             |
| 54                                                                                | Jalen Swanson        | SF       | Vereinigte Staaten      | Sacramento Kings                                                        | Furman (Sr.)                           |
| 55                                                                                | Isaiah Wong          | PG       | Vereinigte Staaten      | Indiana Pacers (von Cleveland Cavaliers)                                | Miami (Sr.)                            |
| 56                                                                                | Tarik Biberović      | SF       | Bosnien und Herzegowina | Memphis Grizzlies                                                       | Fenerbahçe SK                          |
| Chicago Bulls (von Denver Nuggets; aufgrund von Manipulationsverstößen verfallen) |                      |          |                         |                                                                         |                                        |
| Philadelphia 76ers (aufgrund von Manipulationsverstößen verfallen)                |                      |          |                         |                                                                         |                                        |
| 57                                                                                | Trayce Jackson-Davis | PF       | Vereinigte Staaten      | Washington Wizards (von Boston Celtics weiter zu Golden State Warriors) | Indiana (Sr.)                          |
| 58                                                                                | Chris Livingston     | PG       | Vereinigte Staaten      | Milwaukee Bucks                                                         | Kentucky (Fr.)                         |